# Astragalus lanatus
Astragalus lanatus — вид квіткових рослин з родини бобових (Fabaceae). Ареал охоплює такі країни: Ліван (гірські хребти Ліван і Антиліван).

## Середовище
Висота: 1800–3000 метрів. Це багаторічна рослина, що росте на кам'янистому ґрунті на луках та чагарниках. Період цвітіння триває з червня по липень. Основною загрозою, що існує по всьому ареалу поширення виду, є надмірний випас худоби. На плато будівництво доріг та використання позашляхових транспортних засобів для рекреаційної діяльності становить загрозу для виду, оскільки це безповоротно руйнує його природне середовище існування. Зміну клімату також слід розглядати як майбутню загрозу, яка серйозно вплине на весь ареал виду через посухи. Створення гірськолижного курорту, розвиток рекреаційних зон та будівництво доріг відбувалися в різних частинах ареалу; ця діяльність суттєво вплинула на природні середовища існування та рослинні угруповання там. Субпопуляція на горі Хермон, можливо, зникла.